# Maianbar
Maianbar är en del av en befolkad plats i Australien. Den ligger i kommunen Sutherland Shire och delstaten New South Wales, i den sydöstra delen av landet, omkring 26 kilometer söder om delstatshuvudstaden Sydney. Antalet invånare är 524.
Trakten är tätbefolkad. Närmaste större samhälle är Maroubra, omkring 18 kilometer nordost om Maianbar. 
I omgivningarna runt Maianbar växer i huvudsak städsegrön lövskog. Genomsnittlig årsnederbörd är 1 507 millimeter. Den regnigaste månaden är juni, med i genomsnitt 232 mm nederbörd, och den torraste är juli, med 39 mm nederbörd.